# Rakke
Rakke è un comune rurale dell'Estonia nordorientale, nella contea di Lääne-Virumaa. Il centro amministrativo è l'omonimo borgo (in estone alevik).

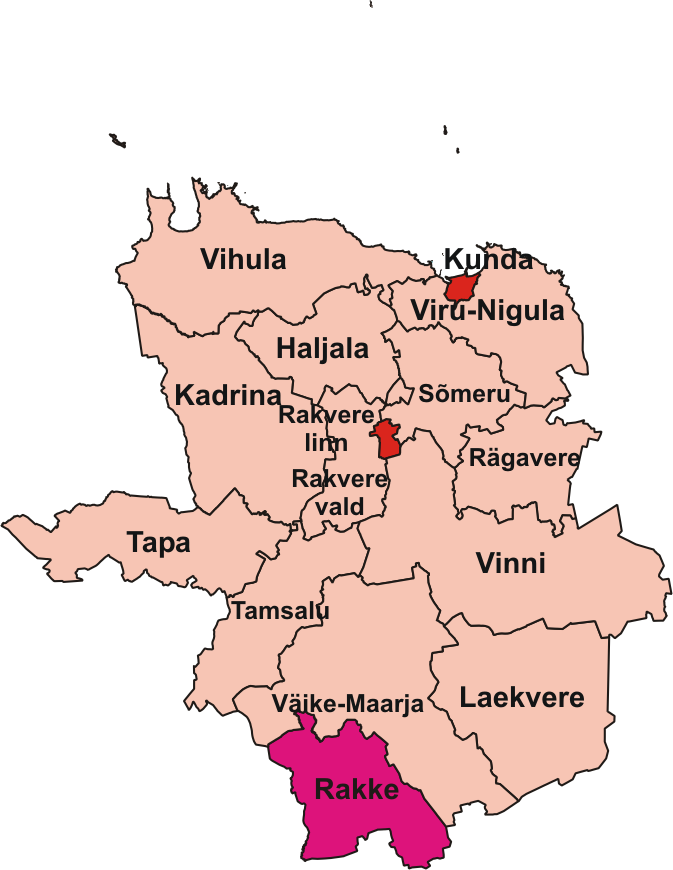
Il territorio comunale di Rakke all'interno della contea di Lääne-Virumaa

## Località
Oltre al capoluogo, il comune comprende 30 località (in estone küla):
Ao - Edru - Emumäe - Jäätma - Kaavere - Kadiküla - Kamariku - Kellamäe - Kitsemetsa - Koila - Koluvere - Kõpsta - Lahu - Lammasküla - Lasinurme - Liigvalla - Mõisamaa - Mäiste - Nõmmküla - Olju - Padaküla - Piibe - Räitsvere - Salla - Sootaguse - Suure-Rakke - Tammiku - Villakvere - Väike-Rakke - Väike-Tammiku.